# Nageia arabica
Nageia arabica là một loài thực vật hạt trần trong họ Podocarpaceae. Loài này được Willd. mô tả khoa học đầu tiên năm 1806.